# Château de la Bogne
Le château de la Bogne est un château situé à la limite entre les communes de Vindrac-Alayrac et des Cabannes, dans le Tarn (France). Il est situé à côté du pont des Ânes, monument classé, aussi appelé pont de la Bogne.

## Historique

### Origine
Le toponyme du lieu est attesté pour la première fois le 16 avril 1356, sous le nom du gué de la Bonia (venant de Bonha, la bosse en occitan), et le 24 décembre 1370, un moulin appartenant pour moitié à un habitant de Laroquebrou.
La date de construction du château de la Bogne en lui-même n'est pas connue. Néanmoins, l'édifice semble dater dans ses parties les plus anciennes du XVIe siècle, si ce n'est du XVe siècle.

### Le château
Il est pendant plusieurs siècles la possession de la famille d'Alès de Boscaut, qui possédait plusieurs autres propriétés sur le territoire de la commune. En 1791, lors de la Révolution française, l'aîné de la famille, François-Edmond d'Alès, qui est capitaine dans l'infanterie, émigre à l'étranger.
À la suite de cet évènement le château est confisqué, puis vendu en tant que bien national le 25 Brumaire an V (le 15 novembre 1796). Néanmoins, les sœurs de François-Edmond d'Alès, Henriette et Anne, rachètent l'édifice et les autres biens de la famille. Il reste ensuite plus d'un siècle dans la même famille, comme en témoigne la présence de Jacques d'Alès-Bocaud entre 1929 et 1937.

## Architecture
Le château de la Bogne présente une architecture très particulière et s’étend de part et d'autre de la route, en bordure du Cérou. Il semble que les parties les plus anciennes, aujourd'hui partiellement abandonnées voire parfois en ruines, soient celles bordant directement la route. Elles se présentent comme un assemblage de constructions en pierre et de brique, remaniées de nombreuses fois. Du côté de la rivière s'élève ainsi une tour surmonté d'un clocheton et adjointe à un ancien moulin à eau.
La partie la plus récente, un peu en recul, compose l'actuel château encore habité. Elle a été remaniée à de nombreuses reprises, a tel point qu'il est désormais impossible d'en tirer le plan originel. C'est un corps de logis carré, construit en pierre, avec des cheminées de briques et un toit en escalier.
Une partie du domaine est entourée par un mur d'enceinte ruiné, qui comportait peut-être même des tours de défense, mais présente encore un portail surmonté d'un arc en anse de panier.